# Hashimoto Kunihiko

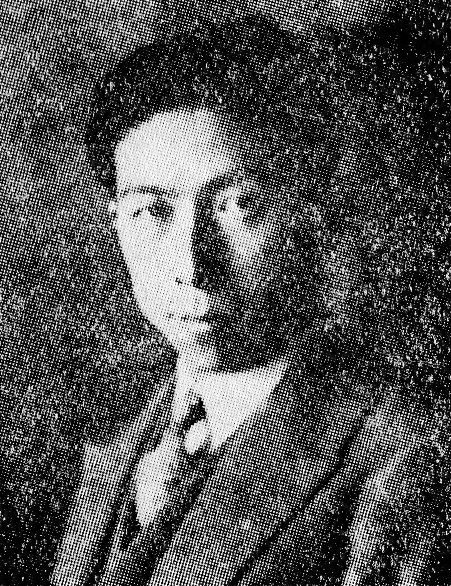
Hashimoto Kunihiko

Hashimoto Kunihiko (japanisch 橋本 國彦, Schreibweise des Vornamens auch Qunihico; * 14. September 1904 in Tokio; † 6. Mai 1949 in Kamakura) war ein japanischer Komponist, Geiger, Dirigent und Hochschullehrer.

## Leben
Hashimoto wurde in Tokio geboren, doch seine Familie zog nach Osaka, wo er ersten Violinunterricht bei Kichinosuke Tsuji nahm. Ab 1923 studierte er Violine und Dirigieren an der späteren Tokyo National University of Fine Arts and Music. Sein eigentliches Interesse war das Fach Komposition, das aber erst ab den 1930er Jahren dort gelehrt wurde. Ergänzt durch Unterrichtsstunden bei Kiyoshi Nobutoki (1887–1965) bildete er sich autodidaktisch weiter und war als Komponist sowie Arrangeur von Liedern und Chansons tätig.
Gleichzeitig erweiterte er seinen stilistischen Horizont durch die Beschäftigung mit westeuropäischer Musik. 1934 wurde er Dozent an der Universität. Im selben Jahr ging er als Stipendiat der japanischen Regierung nach Wien, studierte dort bis 1937 bei Egon Wellesz und machte Bekanntschaft mit den Kompositionslehren von Ernst Krenek und Alois Hába. In der Wiener Zeit traf er auch auf Alban Berg, Wilhelm Furtwängler und Bruno Walter. Auf der Rückreise nahm er 1937 bei einem Zwischenaufenthalt in Los Angeles Kompositionsunterricht bei Arnold Schönberg.
Zurück in Japan, wurde er 1940 zum Professor ernannt. Im Interesse des Regimes auf Seiten der totalitären Achsenmächte Deutschland und Italien verknüpfte er seine Musik teilweise mit nationalistisch orientierten Inhalten. Neben der 1. Sinfonie, 1940 uraufgeführt zum 2600. Jahr der Reichsgründung nach damaliger japanischer Zeitrechnung, entstanden u. a. eine den Gefallenen des Zweiten Japanisch-Chinesischen Kriegs gewidmete Kantate sowie diverse Kriegslieder, etwa das Lied der japanischen Marine, das Lied des Dai Nippon, der Marsch Studenten an die Front und das Lied Wir sind siegreiche junge Patrioten.
Ab 1945 geriet er deshalb in die öffentliche Kritik. Hashimoto übernahm die Verantwortung für seine Aktivitäten zu Kriegszeiten und trat von seinem Universitätsposten zurück. Musikhistoriker wie Lasse Lehtonen sehen ihn als „ein Opfer seiner Zeit“. Mit dem populären Hit Asa wa doko kara (1946), der in die Liste der Top-100-Lieder Japans aufgenommen wurde, und der 2. Sinfonie (1947) konnte er sich im neuen, demokratisch verfassten Japan rehabilitieren.
Als Hochschullehrer wirkte Hashimoto prägend, zu seinen Schülern zählten u. a. Akio Yashiro, Akutagawa Yasushi, Ikuma Dan, Toshirō Mayuzumi und Shimizu Osamu. Er starb im Alter von 44 Jahren an einer Krebserkrankung im Mai 1949.

## Schaffen, stilistische Entwicklung
Er hinterließ Orchesterwerke, darunter 2 Sinfonien, ferner Ballette, Kammermusik, Kantaten, Chorwerke und Lieder.
Stilistisch wurde Hashimotos Werk als besonders wandlungsfähig und widersprüchlich beschrieben. Er war zeitlebens bestrebt, die Ästhetik der westlichen klassischen Musik zu übernehmen, auch wenn er zuweilen japanische Motive aus der Gagaku-Tradition mit einbezog. Nach frühen Werken im Stil der deutschen Romantik wurde er in den 1920er Jahren mit Liedern und Stücken bekannt, die vom französischen Impressionismus geprägt waren. Dabei entwickelte er, in Anlehnung an den japanischen Jōruri-Stil (浄瑠璃) zwischen Lied und Erzählung, eine japanische Variante des Sprechgesangs, wie ihn Arnold Schönberg in Pierrot lunaire eingesetzt hatte. Außerdem experimentierte Hashimoto mit atonalen Elementen, etwa im Klavierpart des Liedes Mai (1929), und mit mikrotonalen Techniken, so in der Studie für Violine und Cello (1930). Zeitweise galt er als Avantgardist und als Enfant terrible der japanischen Klassik seiner Zeit. Gleichzeitig verstand er sich als Komponist für breite Schichten und schrieb, beeinflusst vom Jazz, im leichteren Genre Songs für Film, Werbung und Rundfunk.
Später wandte er sich zunehmend einem konventionelleren, aber farbenreich orchestrierten Stil zu, der wieder an die Spätromantik und den Impressionismus anknüpft. Die Suite aus dem Ballett Das himmlische Mädchen und der Fischer (1932), geschrieben für eine Tänzerin des Nihon Buyō, ist ein Beispiel dafür, wie Hashimoto japanische Lieder und Tänze im Stil von Paul Dukas und Gabriel Pierné verarbeitet.